# Ticho (singolo)
Ticho è il primo singolo della cantante pop rock ceca Ewa Farna estratto dal suo secondo album di studio omonimo.

## Classifiche
| Classifica (2007)       | Posizione massima |
| ----------------------- | ----------------- |
| Czech Singles Chart     | 3                 |
| Slovakian Singles Chart | 13                |